# Бабаев, Назим Аббас оглы
Назим Аббас оглы Бабаев (азерб. Nazim Abbas oğlu Babayev; 7 февраля 1975, Карачала, Сальянский район — 15 марта 1995, Баку) — военнослужащий Вооружённых сил Республики Азербайджан, Национальный Герой Азербайджана (1995, посмертно).

## Биография
Родился Назим Бабаев 7 февраля 1975 года в посёлке Карачала, Сальянского района, Азербайджанской ССР. В 1992 году завершил обучение в средней школе села Айдынгюн. Некоторое время трудился на сельскохозяйственных работах в совхозе. В апреле 1993 года Назим Сальянским военным комиссариатом был призван в ряды Национальной армии Азербайджана. Сначала был направлен на военные ученияю После чего отправлен в места боевых действий в Нагорный Карабах. Принимал участие в вооружённых столкновениях с боевыми силами противника на территории Физулинского и Тертерского районов.
В мае 1994 года было объявлено о прекращении огня в зоне армяно-азербайджанского конфликта. Военнослужащие, в том числе Назим Бабаев, вернулись в места дислокации своих подразделений. В марте 1995 года, группа вооружённых незаконных бандформирований выступила против действующей государственной политики Азербайджана. 13 марта 1995 года подразделение, в котором служил Назим, чтобы предотвратить попытку переворота, было направлено к месту противостояний в городе Баку. Принимал участие в подавлении и нейтрализации незаконных формирований, бывших членов отряда полиции особого назначения, действующих с целью Государственного переворота в Азербайджанской Республики. В вооружённом столкновении с государственными преступниками Бабаев в результате обстрела с противоположной стороны получил тяжёлое смертельное ранение, от последствий которого 15 марта 1995 года скончался.
Назим Бабаев был не женат.

## Память
Указом Президента Азербайджанской Республики № 307 от 4 апреля 1995 года Назиму Аббас оглы Бабаеву было присвоено звание Национального Героя Азербайджана (посмертно).
Похоронен на кладбище посёлка Карачала Сальянского района Республики Азербайджан.
Бюст Национальному Герою Азербайджана установлен в Центральном парке города Сальяны.